# باشگاه فوتبال اک-مارال تخماق
باشگاه فوتبال اک-مارال تخماق یک باشگاه فوتبال قرقیزستانی مستقر در تخماق، قرقیزستان بود که در لیگ برتر قرقیزستان بازی می‌کرد.